# 田中敦 (実業家)
田中 敦（たなか あつし、1910年1月8日 - 1998年10月24日）は、日本の経営者。倉敷紡績社長、会長を務めた。

## 経歴
京都府亀岡市出身。1935年に京都帝国大学法学部を卒業し、同年に三和銀行に入行。1944年4月に倉敷紡績に転じ、1955年6月に取締役に就任し、1959年6月に常務、1962年3月に専務を経て、1964年6月に副社長に就任し、1965年6月に社長に昇格。1979年7月には会長に就任し、1987年6月から相談役を務めた。
1982年11月に勲三等旭日中綬章を受章した。
1998年10月24日、心不全のために死去。88歳没。